# Гафарова Сахіба Алі-кизи
Сахіба Алі-кизи Гафарова (азерб. Sahibə Əli qızı Qafarova, 19 березня 1955 , Шамкір ) — політична діячка, спікерка Міллі меджлісу — парламенту Азербайджану (з 10 березня 2020 року), докторка філологічних наук, професорка.

## Життєпис
Сахіба Гафарова народилася 1955 року в Азербайджані, в місті Шамкір. Освіту отримала в Азербайджанському педагогічному інституті російської мови та літератури імені М. Ф. Ахундова, а також на факультеті англійської філології Азербайджанського університету мов.
Від 1981 року працює в Бакинському слов'янському університеті. Була проректоркою з міжнародних відносин університету. У 2000—2004 роках була деканка. факультету європейських мов Західного університету (Баку), а також завідувачем кафедри англійської філології.

### Політична діяльність
Член партії «Новий Азербайджан». Від 2010 року депутатка Міллі меджлісу. Глава азербайджанської делегації в Парламентській асамблеї Ради Європи. 28 грудня 2018 року Сахіба Гафарова, була призначена на посаду керівниці робочої групи з азербайджано-чеських міжпарламентських зв'язків. У листопаді 2019 року, як спостерігачка у складі групи депутатів Міллі меджлісу, взяла участь у парламентських виборах у Білорусі.
10 березня 2020 року на першому пленарному засіданні Міллі меджлісу Азербайджану VI скликання Сахібу Гафарову було обрано спікером Національних зборів Азербайджанської Республіки.
Член Ради Міжпарламентської асамблеї СНД.